# Старатель (Нижегородская область)
 Старатель  — опустевший поселок в Лысковском районе Нижегородской области России. Входит в состав Берендеевского сельсовета.

## География
Находится на правобережье Волги, на расстоянии приблизительно 18 километров по прямой на юго-восток от города Лысково, административного центра района.

## История
До Октябрьской революции не упоминался.

## Население
Постоянное население составляло 7 человек (русские 100%) в 2002 году, 0 в 2010.